# Philydor
Philydor – rodzaj ptaków z podrodziny liściowców (Philydorinae) w rodzinie garncarzowatych (Furnariidae).

## Zasięg występowania
Rodzaj obejmuje gatunki występujące w Ameryce Południowej (Kolumbia, Wenezuela, Gujana, Surinam, Gujana Francuska, Brazylia, Ekwador, Peru, Boliwia, Paragwaj, Urugwaj i Argentyna).

## Morfologia
Długość ciała 14–18 cm; masa ciała 17–38 g.

## Systematyka

### Etymologia
- Philydor: gr. φιλυδρος philudros „kochający wodę”, od φιλος philos „kochać”; ὑδωρ hudor „woda”[5].
- Heliobletus: gr. ἡλιοβλητος hēlioblētos „wysuszony słońcem”, od ἡλιος hēlios „słońce”; βλητος blētos „rażony”, od βαλλω ballō „rzucać, trafiać”[6]. Gatunek typowy: Philydor superciliosus Reichenbach, 1853 (= Heliobletus contaminatus von Berlepsch, 1885).

### Podział systematyczny
Do rodzaju należą następujące gatunki:
- Philydor pyrrhodes (Cabanis, 1849) – liściowiec rudobrzuchy
- Philydor novaesi Teixeira & Gonzaga, 1983 – liściowiec leśny
- Philydor atricapillus (Wied, 1821) – liściowiec czarnogłowy
- Philydor contaminatum (von Berlepsch, 1885) – liściowiec ostrodzioby